# Toxoneura modesta
Toxoneura modesta är en tvåvingeart som först beskrevs av Johann Wilhelm Meigen 1830.  Toxoneura modesta ingår i släktet Toxoneura, och familjen prickflugor. Arten är reproducerande i Sverige.